# Hank Henshaw
Henry "Hank" Henshaw, è un personaggio dei fumetti statunitensi pubblicati da DC Comics. Creato da Dan Jurgens nel 1993, appare per la prima volta in Adventures of Superman n. 466 (maggio 1990). Noto anche come Cyborg Superman, una versione robotica di Superman, spesso lo combatte pur non essendo fondamentalmente malvagio.

## Biografia
Il personaggio del "Cyborg" è apparso per la prima volta dopo la morte di Superman ad opera di Doomsday, all'inizio della saga Il regno dei Supermen: dopo un periodo di tempo in cui Metropolis era rimasta senza il suo storico difensore, improvvisamente apparvero quattro personaggi che dichiaravano di essere Superman. Tra questi vi era anche Cyborg, che fisicamente era esattamente identico all'Ultimo Kryptoniano (anche per quanto riguarda la struttura genetica), tranne per la sostituzione di alcune parti del corpo (la metà sinistra del volto e la mandibola, il fianco e il braccio destro, la gamba sinistra) con parti meccaniche. Inizialmente le sue azioni erano positive: infatti esiliò Doomsday nello spazio e salvò persino il Presidente degli Stati Uniti da un tentativo di omicidio.
Successivamente Cyborg si rivelò essere un impostore, desideroso solamente di conquistare la Terra insieme all'alieno Mongul, e per fare ciò distrusse Coast City, la città di Hal Jordan. I suoi piani vennero però sventati dall'azione congiunta di Acciaio, Superboy, Supergirl e del vero Superman, e Cyborg sembrò sconfitto definitivamente. In realtà, essendo un'intelligenza energetica, può trasferire la sua coscienza da un meccanismo a un altro e scampare così alla propria distruzione.
Negli anni, è così comparso più volte in altre storie di Superman e Lanterna Verde. Ha anche combattuto Darkseid, visitato l'Universo Marvel in alcuni crossover ed è stato parte dei Sinestro Corps.